# Sciapus subfascipennis
Sciapus subfascipennis är en tvåvingeart som beskrevs av Charles Howard Curran 1926. Sciapus subfascipennis ingår i släktet Sciapus och familjen styltflugor. Inga underarter finns listade i Catalogue of Life.